# Municipio de Zeeland
El municipio de Zeeland (en inglés: Zeeland Township) es un municipio ubicado en el condado de Ottawa en el estado estadounidense de Míchigan. En el año 2010 tenía una población de 9971 habitantes y una densidad poblacional de 111,7 personas por km².

## Geografía
El municipio de Zeeland se encuentra ubicado en las coordenadas 42°48′47″N 85°57′29″O / 42.81306, -85.95806. Según la Oficina del Censo de los Estados Unidos, el municipio tiene una superficie total de 89.26 km², de la cual 89.1 km² corresponden a tierra firme y (0.19%) 0.17 km² es agua.

## Demografía
Según el censo de 2010, había 9971 personas residiendo en el municipio de Zeeland. La densidad de población era de 111,7 hab./km². De los 9971 habitantes, el municipio de Zeeland estaba compuesto por el 91.5% blancos, el 0.72% eran afroamericanos, el 0.37% eran amerindios, el 3.23% eran asiáticos, el 0.02% eran isleños del Pacífico, el 2.39% eran de otras razas y el 1.78% pertenecían a dos o más razas. Del total de la población el 6.99% eran hispanos o latinos de cualquier raza.